# Джузеппе Моліна
Джузеппе Моліна (італ. Giuseppe Molina, 24 лютого 1922, Новара — 17 серпня 2011, Новара) — італійський футболіст, що грав на позиції нападника. По завершенні ігрової кар'єри — тренер.

## Ігрова кар'єра
Народився 24 лютого 1922 року в місті Новара. Вихованець футбольної школи клубу «Спарта» (Новара). Дорослу футбольну кар'єру розпочав 1941 року в основній команді того ж клубу, в якій провів один сезон. 
Протягом 1942—1944 років захищав кольори клубу «Новара».
Своєю грою за останню команду привернув увагу представників тренерського штабу клубу «Про Патрія», до складу якого приєднався 1944 року. Відіграв за команду з містечка Бусто-Арсіціо наступні п'ять сезонів своєї ігрової кар'єри. 1947 року вийшов з командою до Серії А, де провів два сезони.
Протягом 1949—1951 років захищав кольори клубу «Леньяно».
1951 року уклав контракт з клубом «Парма», у складі якого провів наступні два роки своєї кар'єри гравця. Більшість часу, проведеного у складі «Парми», був основним гравцем атакувальної ланки команди.
Завершив ігрову кар'єру у команді «Мантова», за яку виступав протягом 1953—1954 років.

## Кар'єра тренера
Розпочав тренерську кар'єру, повернувшись до футболу після невеликої перерви, 1960 року, очоливши тренерський штаб клубу «Леньяно».
Протягом тренерської кар'єри також очолював команди «Новара» та «Б'єллезе».
Останнім місцем тренерської роботи був клуб «Новара», головним тренером команди якого Джузеппе Моліна був з перервами з 1970 по 1983 рік.
Помер 17 серпня 2011 року на 90-му році життя у місті Новара.